# Sergio Santamaría Santigosa
Sergio Santamaría Santigosa (Còrdova, 2 de juliol 1967) és un advocat i polític espanyol, diputat al Parlament de Catalunya en la X legislatura.

## Biografia
És llicenciat en Dret per la Universitat Nacional d'Educació a Distància (UNED), amb especialització en jurisdicció de menors i en violència de gènere. Està adscrit al torn d'ofici de la jurisdicció civil i penal des de 1995 i en l'actualitat exerceix com a advocat.
A les eleccions al Parlament de Catalunya de 2012 va ser escollit diputat del Partit Popular de Catalunya per la circumscripció de Girona. A les eleccions municipals de 2015 va ser candidat a l'alcaldia de Salt (Gironès) pel PP, però no va resultar escollit regidor.
A les eleccions al Parlament de Catalunya de 2015 forma part de la llista del PP per Girona com a número 2 darrere de Josep Enric Millo.